# Georg Grimm

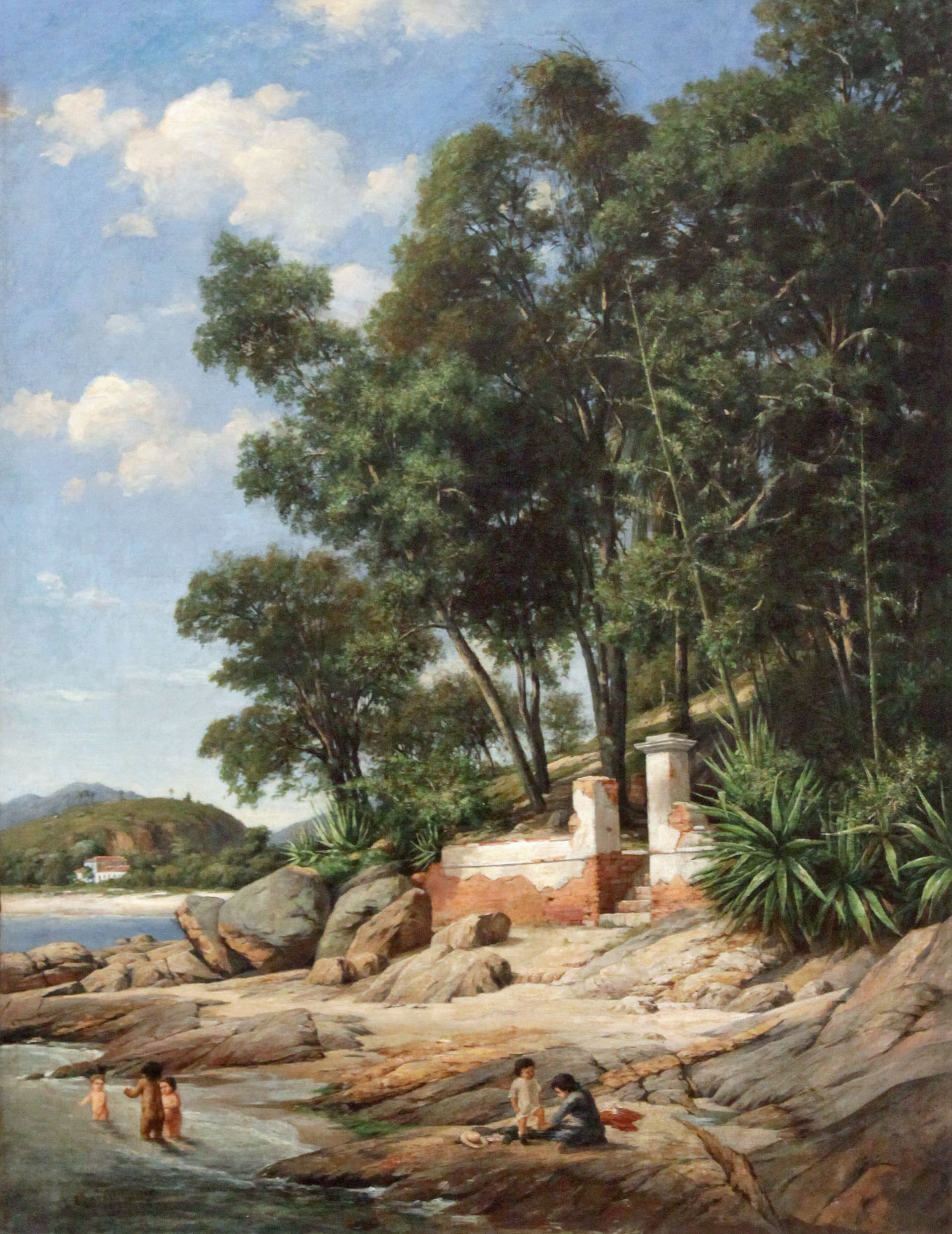

Georg Grimm (Immenstadt im Allgäu, 1846. április 22. – Palermo, 1887. december 18.) brazil-német festőművész és egyetemi tanár. 1877-1878 táján költözött Dél-Amerikába, ahová hamarosan követte jó barátja, a porosz–francia háborúban megismert Thomas Georg Driendl is.

## Életpályája
Egy sikeres asztalos fiaként dolgozott apjával, amikor egy alkalommal a Rauhenzell kastély könyvtárában végett munkájuk során lenyűgöze az ott található művészeti könyvek látványa és úgy döntött, festő szeretne lenni, így Bajorországon keresztül 1868-ban Münchenbe utazott, ahol a Képzőművészeti Akadémia tanulója lett, tanárai Karl von Piloty és Franz Adam irányítása alatt. Bár mélyszegénységben élt, tanulmányait sikeresen befejezte. Ezután rövid ideig a francia-porosz háborúban szolgált, ahol megismerkedett Thomas Georg Driendl festővel, aki később csatlakozott hozzá brazíliai útján, majd számos projekten dolgozott is vele.
1872-ben Berlinbe ment, ahol egy jótevő segített neki freskófestészetet tanulni, de még abban az évben elhagyta Berlint, és Olaszország felé vette az irányt.  Hosszas Olaszországon, Észak-Afrikán, Szicílián, Spanyolországon, Franciaországon és Anglián, majd Liszabonon keresztül vezető utazásai után úgy döntött, hogy Brazíliába megy, ahova valószínűleg 1877 végén vagy 1878 elején érkezett meg. Rio de Janeiroban telepedett le, és hamarosan egy német bevándorlótársával, akinek festő- és mázolócége volt közös céget alapítottak. Tájképfestészet iránti érdeklődése akkor kezdődött, amikor a közeli farmok (fazendák) tulajdonosai felbérelték ingatlanaik topográfiai képeinek készítésére, amelyeket fényképes precizitással kivitelezett.
1880 és 1881 között, apja halála után rövid időre visszatért Németországba, majd ismét útnak indult; ezúttal kelet felé, Görögországba, Törökországba, Palesztinába és Egyiptomba, végül Korzikai tartózkodása után újra visszatért Brazíliába. Nem sokkal érkezése után régi barátjával, Driendl-lel elvállalták az 1932-ben tűz által elpusztított  Liceu Literário Português dekorációinak elkészítését, ezután részt vett a Sociedade Propagadora das Belas Artes kiállításán, ahol bemutatta az általa készített műveket, melyeket korábbi utazásainak élményeként festett. Kiállított műveiért aranyérmet és sok nyilvános dicséretet kapott, aminek eredményeként II. Pedro császár ajánlására kinevezték a császári képzőművészeti akadémia megüresedett katedrájára, miután egyik első dolga a plein-air festészet gyakorlatának bemutatása volt.
Az Akadémia vezetésével szemben tanítási módszertanát illetően folytonos nézeteltérései voltak, melyek miatt 1884-ben lemondott, ekkor néhány tanítványa is vele együtt távozott és megalakították az úgynevezett "Grupo Grimm" csoportot, amelyben sok később nagyon ismertté vált művész is volt, köztük például Giovanni Battista Castagneto és Antônio Parreiras is. A csoport még ez évben megtartotta első kiállítását az Exposição Geral de Belas Artes-en, és közülük többen aranyéremmel is gazdagodtak.
A csoport társulása azonban csak alig több mint egy évig tartott, majd felbomlott, ekkor Grimm Minas Gerais-ba költözött. Itt tartózkodásának egyik kezdeti munkája a sabarai operaház függönyeinek festése volt. Ezután körbejárva a környék kávéültetvényeit, megfestette az ott tapasztalt élet- és munkakörülményeket, valamint az építészeti jellegzetességeket.
Közben tuberkulózist diagnosztizáltak nála, 1887 júniusában, már súlyos betegen összehívta barátait, hogy elbúcsúzzanak. Rövid ideig még bátyjánál maradt Wengenben, majd orvosa tanácsát követve Meranoba, majd gyógyulása érdekében kedvezőbb klímát keresve Palermoba ment. Az ottani kórházban hunyt el, és a közelben temették el.

## Galéria

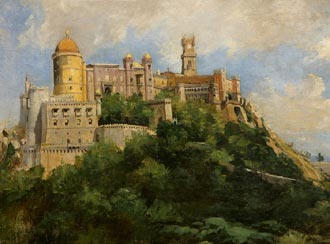
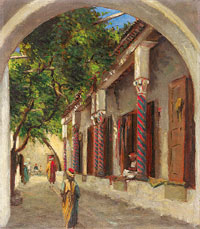
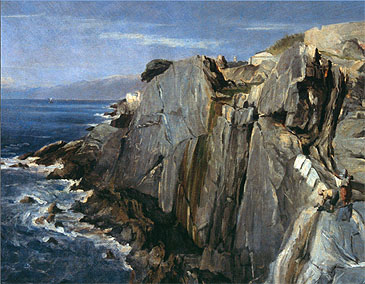
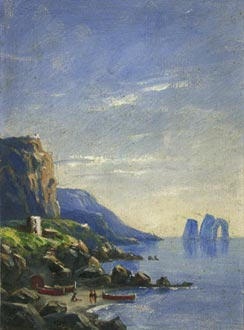
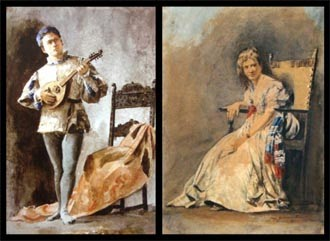